# Baker's Chocolate
Baker's Chocolate es una marca de chocolate para repostería propiedad de Kraft Heinz. Sus productos incluyen una variedad de chocolates a granel, incluyendo blanco y sin azúcar, y copos de coco endulzado. Es una de las marcas nacionales de chocolate más grandes de los Estados Unidos. La empresa se llamaba originalmente Walter Baker & Company.

## Historia
En 1764, John Hannon (también escrito como "Hannan" en algunas fuentes) y el médico estadounidense Dr. James Baker comenzaron a importar granos de cacao y a producir chocolate en la zona de Lower Mills de Dorchester, Massachusetts. La marca original era "Hannon’s Best Chocolate", que se "fabricó durante casi quince años" y se vendía con garantía de devolución del dinero si el consumidor no quedaba satisfecho con el producto. Su distribución se limitaba principalmente al noreste de los Estados Unidos hasta 1804, cuando el hijo de James Baker, Edmund Baker, heredó el negocio familiar y aumentó la producción con un molino de última generación. Antes de 1865, la empresa ofrecía originalmente tres grados de chocolate para beber: "Best Chocolate", "Common Chocolate" e "Inferior Chocolate". El grado inferior se vendía principalmente a esclavos de las Indias Occidentales y de América.

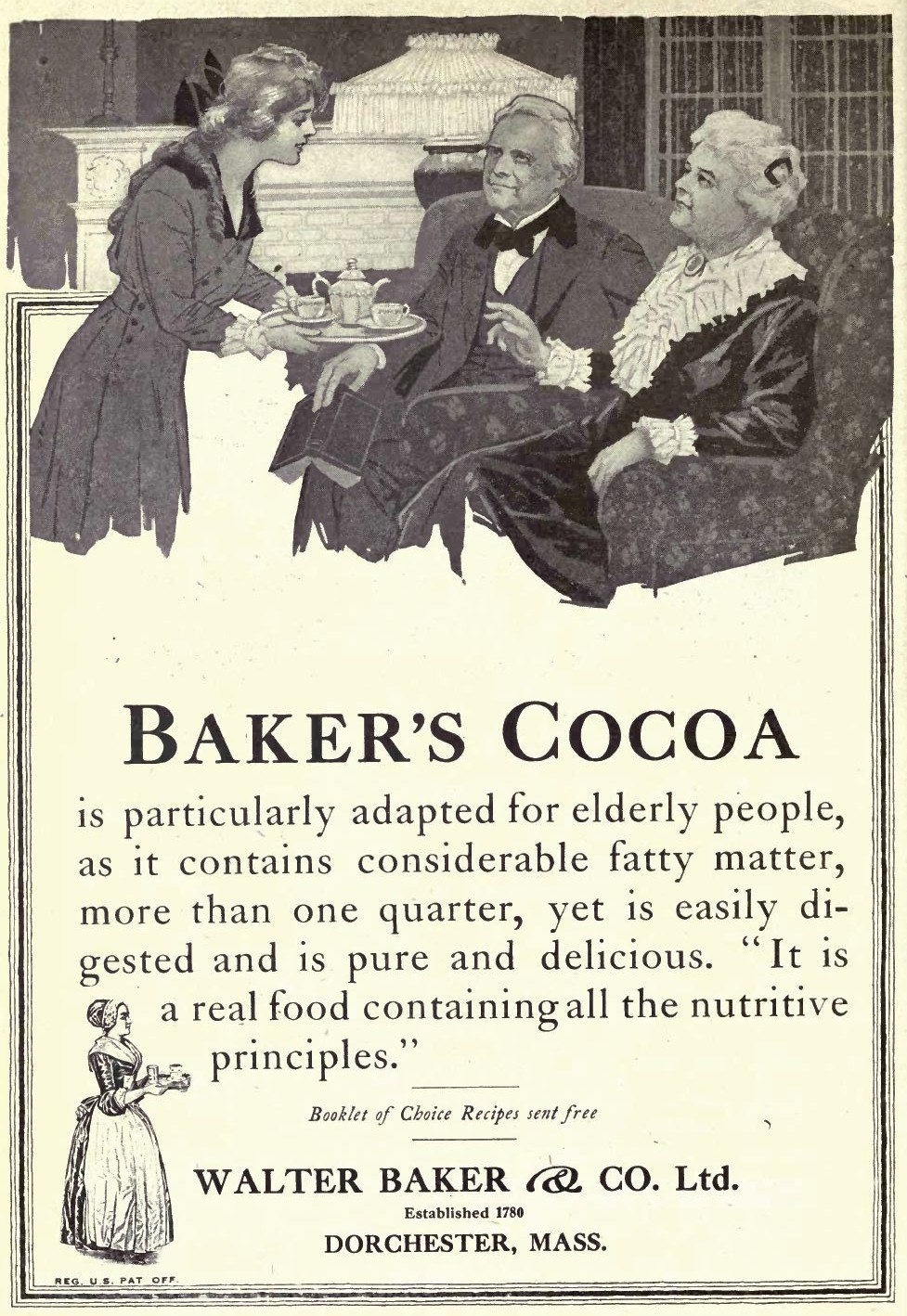
Publicidad de Baker's Cocoa en Overland Monthly, enero de 1919

Después de que Hannon no regresara de un viaje en barco a las Indias Occidentales en 1779 para comprar granos de cacao, su esposa Elizabeth Gore Hannon vendió la empresa a James Baker en 1780 y pasó a llamarse Baker Chocolate Company.
Para 1849 (bajo la dirección de Walter Baker), la marca Baker's Chocolate se había extendido hasta California durante la época de la Fiebre del oro. La producción se limitaba a un solo tipo de chocolate hasta 1852, cuando el empleado Samuel German creó el "German's Sweet Chocolate", que tenía un contenido de azúcar más alto que los chocolates de repostería anteriores. En 1957, un periódico de Dallas, Texas, publicó una receta de torta llamada "German's Chocolate Cake" basada en este chocolate. En reimpresiones posteriores por parte del propietario de la empresa, General Foods, se la nombró "German chocolate cake".
La producción de chocolate aumentó de manera constante durante el siglo. El logotipo de la marca, La bella chocolatera, fue adoptado en 1883 por el propietario familiar de cuarta generación, Henry L. Pierce, hijastro de Walter Baker. Pierce comenzó a publicitar Baker's Chocolate intensamente en los periódicos para aumentar las ventas. En 1896, Baker's Chocolate se anunciaba en alrededor de 8.000 periódicos de Estados Unidos. La empresa también hacía publicidad mediante carteles y tarjetas en almacenes, en novelas, en tranvías y mediante vallas publicitarias. Las ofertas promocionales de vajilla y pines con el logotipo ayudaban a atraer clientes. Hacia finales del siglo XIX, la empresa comenzó a promover la idea de usar el chocolate como ingrediente para postres y repostería.
Tras la muerte de Pierce en 1896, el sindicato Forbes compró la empresa, que luego fue vendida en 1927 a Postum Cereal Company, más tarde conocida como General Foods. En 1966, la producción se trasladó de Dorchester, Massachusetts, a Dover, Delaware. La empresa pasó a manos de Kraft Foods en 1989 cuando adquirieron General Foods. Actualmente, Baker's pertenece a Kraft Heinz, empresa formada por la fusión de Kraft Foods y Heinz.

## Productos
Baker's continúa ampliando su línea de productos, enfocándose en ofrecer conveniencia para quienes hornean en casa. Algunos productos, como el extracto de vainilla y el cacao en polvo, han sido descontinuados con los cambios de empresa. Otros productos están disponibles para profesionales del servicio de alimentos a granel, como diferentes tipos de coco, bebidas de cacao y chocolate a granel.
Los productos más comunes de Baker's:
- Chocolate "German's Sweet Chocolate" en barra (48% cacao)
- Chocolate semiamargo (56% cacao)
- Chocolate amargo (66% cacao)
- Chocolate sin azúcar (100% cacao)
- Chocolate blanco premium (0% cacao)
- Chocolate para fundir (con leche o amargo)
- Coco rallado endulzado Angel Flake

## Seguir leyendo
- Houston, Herbert S. (April 1902). «Baker Chocolate Advertising Supplement: Chocolate Making in America». The World's Work: A History of Our Time V: PT1-PT8. Consultado el 10 de julio de 2009.  Includes historic photos of Baker Chocolate facilities.
- Boston Globe
- "Walter Baker Chocolate Company"  (enlace roto disponible en este archivo). - Dorchester Atheneum
  - Cf. also: "Walter Baker & Co. General History"  (enlace roto disponible en este archivo). - Dorchester Atheneum
- Committee of the Dorchester Antiquarian and Historical Society, "History of the Town of Dorchester, Massachusetts", Boston : E. Clapp, Jr., 1859. Cf. p. 627.
- Stevens, Peter F., "It Happened in Dorchester: Dr. Baker and the Chocolate Factory", Dorchester Reporter, History of Dorchester.
- The Bostonian Society, "Sweet History: Dorchester and the Chocolate Factory", in conjunction with Kraft Foods, the Dorchester Historical Society, and the Milton Historical Society.